# Chaetomitrium roemeri
Chaetomitrium roemeri är en bladmossart som beskrevs av Fleischer 1911. Chaetomitrium roemeri ingår i släktet Chaetomitrium och familjen Hookeriaceae. Inga underarter finns listade i Catalogue of Life.